# Bengt Holst
Bengt Holst (født 14. maj 1952) er en dansk biolog, der frem til sin pensionering ved udgangen af 2020 var videnskabelig direktør i København Zoo.
Holst er cand.scient. i biologi fra Københavns Universitet i 1983. Herefter blev Holst ansat som zoolog og videnskabelig assistent København Zoo. I 1988 blev Holst chef for dyreafdelingen og i 1994 vicedirektør og videnskabelig direktør.
Holst har medvirket i Danmarks Radios naturvidenskabelige radioprogrammer Leksikon og Viden Om.
I 2012 blev han formand for Det Dyreetiske Råd.
Bengt Holst blev for alvor et kendt ansigt i februar 2014, da han som talsmand for København Zoo stod frem i både dansk og international presse for at fortælle om beslutningen om at obducere giraffen Marius foran et publikum.
Efter han stoppede som videnskabelig direktør i Zoologisk Have 31. december 2020, blev han i januar 2021 udpeget som formand for bestyrelse af Den Danske Naturfond.